# Loimaa kommun
Loimaa kommun (finska: Loimaan kunta, 1921–1977 Loimaa landskommun finska: Loimaan maalaiskunta) var tidigare en självständig kommun i Egentliga Finland i Västra Finlands län. Kommunen uppgick den 1 januari 2005 i Loimaa stad genom kommunsammanslagning.
Kommunen grundades 1921 genom att skiljdes Loimaa kommun av Loimaa stad.nLoimaa kommun hade 5 909 invånare (2003). Kommunens administrativa centrum var Hirvikoski. Kommunen omringade Loimaa stad. Andra grannkommuner till Loimaa kommun var Alastaro, Humppila, Koskis Åbl, Mellilä, Oripää, Pungalaitio, Pöytis, Somero och Ypäjä.
Loimaa var vänort med Mosfellsbær, Skien, Thisted och Uddevalla.
I dagens läge fungerar kommunens kommunvapnet som stadsvapen till Loimaa stad och har varit i bruk sedan sammanlagningen år 2005.

## Historia
Loimaa, som ursprungligen tillhörde det historiska landskapet Satakunda, nämns för första gången som en kyrksocken år 1420. Loimijoki friherreskap, omfattande 110 hemman i Loimaa socken, donerades 1651 till general Arvid Wittenberg och reducerades 1680.
Från Loimaa socken avskildes Alastaro 1869, Metsämaa 1914, Mellilä 1916 och Loimaa köping (senare Loimaa stad) 1921, varefter kommunen kallades Loimaa landskommun fram till 1977. Metsämaa återförenades med Loimaa kommun år 1976. År 2005 slogs Loimaa stad och Loimaa kommun samman till en ny stad med cirka 13 000 invånare, som fick namnet Loimaa. Staden antog Loimaa kommuns vapen som sitt eget.
Orten har varit ett av den evangeliska väckelsens basområden och utgjorde i början av 1930-t. en huvudhärd för den så kallade kristidsrörelsen.

## Geografi

### Byar
Alastaros Mäenpää, Eura, Haara, Haarois (finska: Haaroinen), Haitula, Hardois (finska: Hartoinen), Hattula, Hirvikoski, Hurskala, Ingilä (finska: Inkilä), Joenperä, Karhula, Karsattila, Kauhanoja, Kesärlä, Klokkarla, Kojonperä, Krekilä, Kuninkainen, Kurittula, Kuttila, Köyliö, Lappijoki, Levälä, Lähde, Niemi, Onkijoki, Pahikainen, Prästgården (finska: Pappila), Prästbyn (finska: Pappinen), Piltola, Puujalkala, Raikkola, Seppälä, Sieppala, Torkkala, Vesikoski, Vilvainen

## Kultur

### Sevärdheter
- Egentliga Loimaa kyrka, byggd 1837 enligt ritningar av Charles Bassi och Carl Ludvig Engel. Dess nuvarande utseende utformades av Josef Stenbäck efter branden 1888.[7]
- Loimaa hembygdsmuseum. Museet är inrymt i ett gammalt sockenmagasin av sten, byggt 1855.[8]

## Religion
Den evangelisk lutherska församlingen i Loimaa kommun hette Egentliga Loimaa församling. Församlingen uppgick i Loimaa stadsförsamling år 2005 och utformade den nya församlingen Loimaa församling.

## Bilder

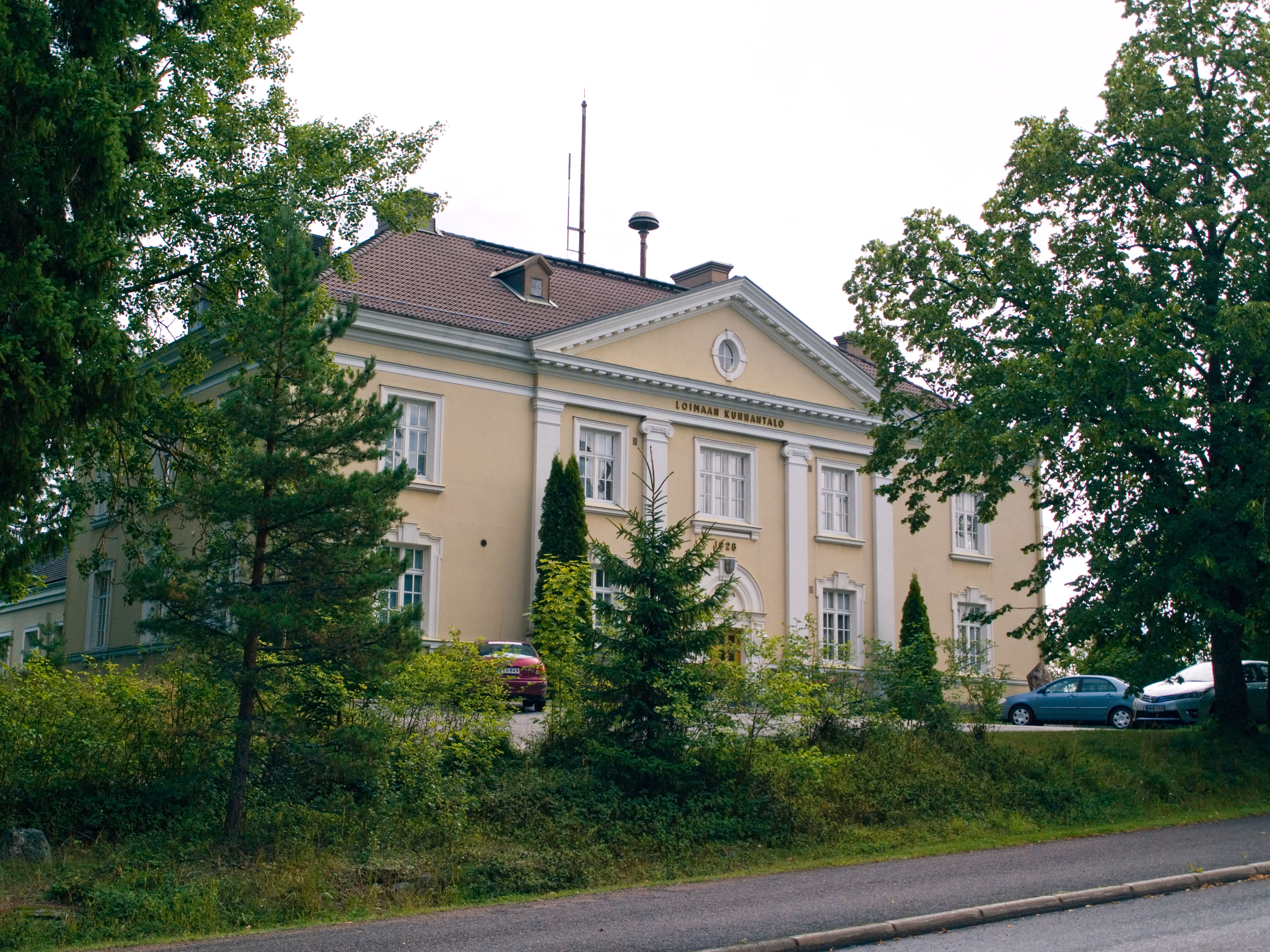
Det gamla kommunalhuset i Hirvikoski.
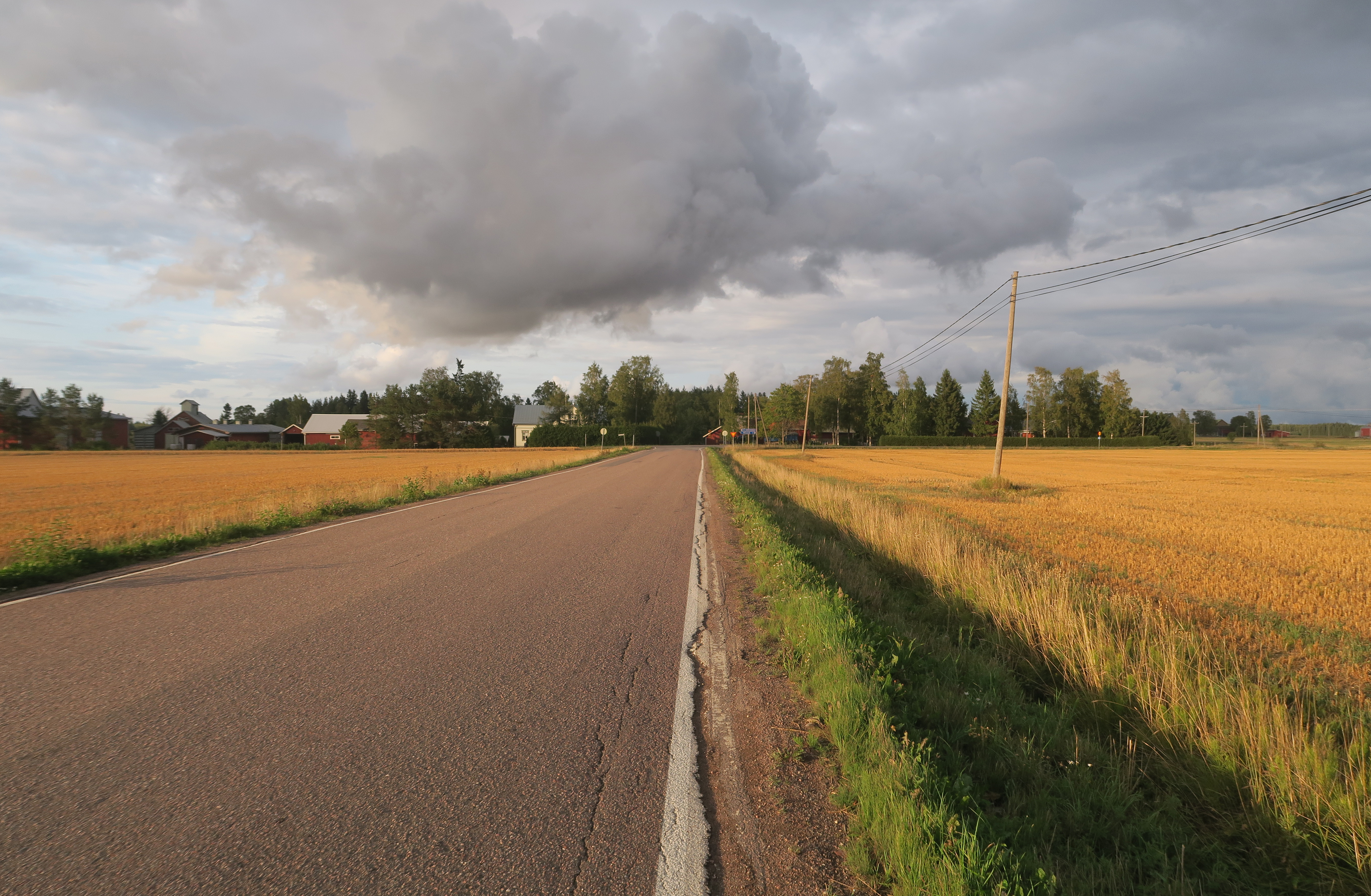
Prästbyn i Loimaa sedd från väster i augusti 2018.
Kommunvapnet.
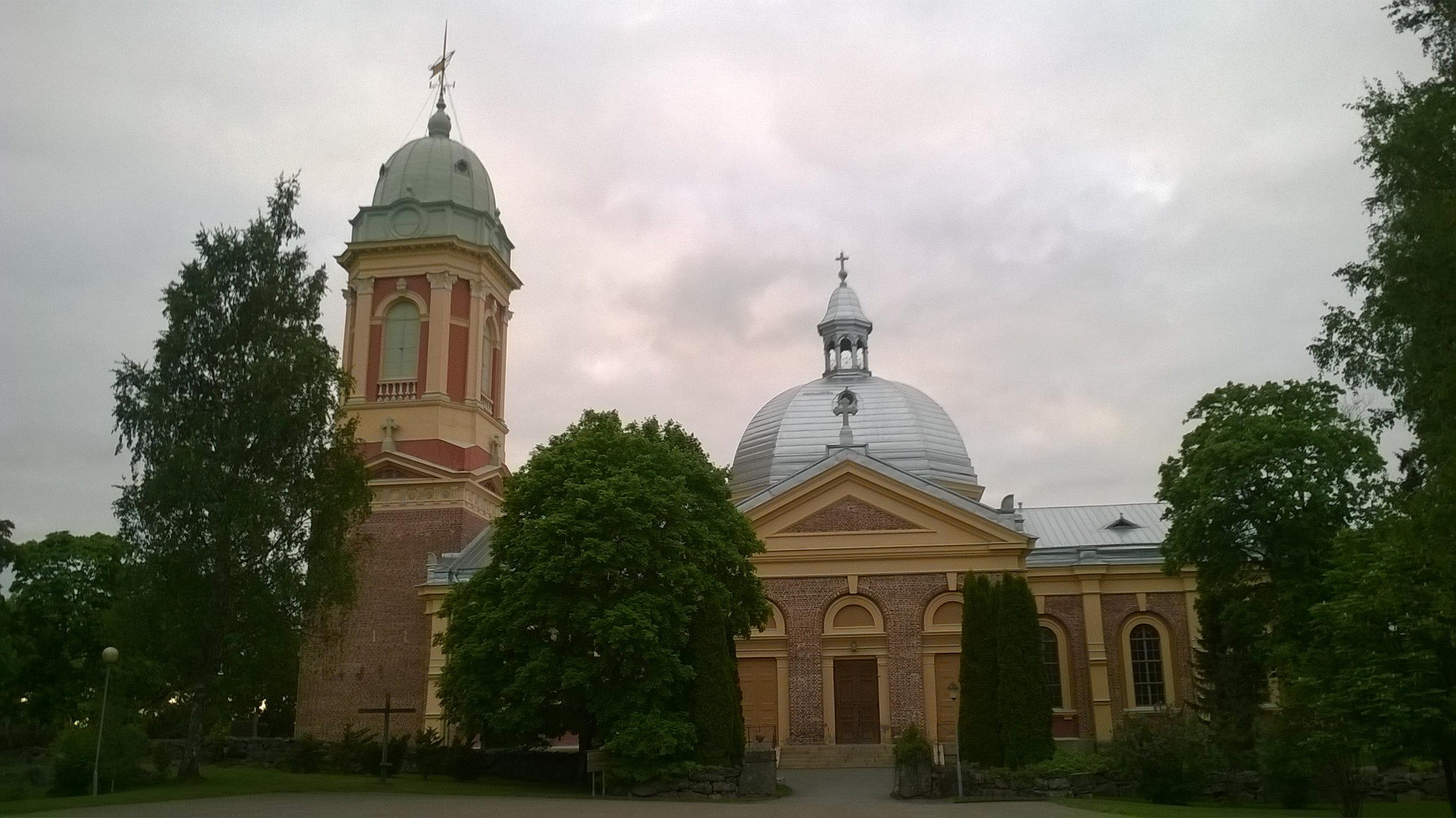
Egentliga Loimaa kyrkan i Hirvikoski.